# Bliksem McQueen

Een model van Lightning McQueen

Bliksem McQueen (Engels en origineel: Lightning McQueen) is een personage uit de Pixar animatiefilms Cars, Cars 2 en Cars 3 en de animatietelevisieseries Cars Toons en Cars on the Road. Het personage in de vorm van een wagen is zelfs het hoofdpersonage van de Cars-franchise.
Bliksem McQueen is een rode fictieve mannelijke sportwagen. Hij zal in zijn fictief leven meerdere malen de Piston Cup racetrofee winnen. Hij woont in Radiator Springs, heeft als beste oude vriend Takel en heeft een vriendin, de blauwe sportwagen Sally.
De stem in de animatiefilm Cars is in de originele versie van Owen Wilson, in de Nederlandse nasynchronisatie van Hans Somers en in de Vlaamse nasynchronisatie van Tom Van Landuyt. In de originele versie en Nederlandse nasynchronisatie werd dit aangehouden doorheen de hele filmfranchise. In de Vlaamse versie hoorde men in Cars 2 Koen Wauters en in Cars 3 Jan Schepens. De televisieserie werd origineel van 2008 tot 2013 ingesproken door Keith Ferguson, en pas in 2014 ook door Owen Wilson. De serie heeft ook geen eigen Vlaamse stemmen.
Pixar eert met de naam van de wagen Glenn McQueen, een van de hoofdanimators van Pixar die in 2002 overleed. Het nummer van de wagen, 95, refereert aan het jaartal 1995 waarop de eerste Pixaranimatiefilm Toy Story uitkwam.
De films verschenen in 2006, 2011 en 2017. De afleveringen van de serie werden gecreëerd tussen 2008 en 2014.